# The Hurricane ~Fireworks~
The Hurricane ~Fireworks~ é o 31o single da banda de J-pop EXILE.

## Detalhes
- A canção "Fireworks", conta com a participação do Duo musical japonês Yoshida Brothers.
- Na filmagem do videoclipe da canção "Fireworks", o Keiji tava machucado.; Por isso, no videoclipe só aparecem os outros 13 integrantes da banda EXILE.
- A canção "Fireworks" é o tema do programa de tv "Sky! Exile TV CM".
- A canção "Yasashii Hikari" é o tema do programa de tv "Meiji Fran Whipps CM".

## Faixas

### Single
1. FIREWORKS feat. Yoshida Brothers
2. Yasashii Hikari
3. THE NEXT DOOR -INDESTRUCTIBLE- feat. Flo Rida
4. FIREWORKS (Instrumental)
5. Yasashii Hikari (Instrumental)
6. THE NEXT DOOR -INDESTRUCTIBLE- (Instrumental)
7. WON'T BE LONG -LIVE VERSION-

### DVD (Bonus)
1. FIREWORKS (Videoclipe)
2. Yasashii Hikari (Videoclipe)

## Desempenho nas Paradas Musicais e Vendagem
O single alcançou a primeira posição da Oricon, e permaneceu na parada por 18 semanas.
| Segunda-feira | Terça-feira | Quarta-feira | Quinta-feira | Sexta-feira | Sábado | Domingo | Ranking Semanal | Vendas  |
| ------------- | ----------- | ------------ | ------------ | ----------- | ------ | ------- | --------------- | ------- |
| -             | 1           | 1            | 1            | 1           | 1      | 1       | 1               | 173,686 |
| 1             | 5           | 7            | 3            | 4           | 2      | 2       | 5               | 39,549  |
| 1             | 8           | 7            | 6            | 5           | 5      | 4       | 6               | 21,733  |
| 2             | 9           | 10           | 7            | 5           | 7      | 7       | 7               | 16,488  |
| 6             | 17          | 22           | 14           | 14          | 12     | 8       | 15              | 8,865   |

- Total Vendas: 279.264 cópias (12o single mais vendido do ano)